# Walter Junghans
Walter Junghans (* 26. Oktober 1958 in Hamburg) ist ein deutscher Torwarttrainer und ehemaliger Torhüter.

## Karriere als Spieler

### Vereine
Der aus der Jugend des SC Victoria Hamburg hervorgegangene und 18 Mal als Jugend-Nationalspieler eingesetzte Junghans machte als vielversprechendes Torhütertalent auf sich aufmerksam. Von den zahlreichen Offerten der Bundesliga-Klubs entschied er sich 1977 für den FC Bayern München und hoffte, dort beizeiten den 14 Jahre älteren Nationaltorhüter Sepp Maier ablösen zu können.
Sepp Maier witzelte damals über ihn: „Mit mir als Torhüter wird der Junghans zum Althans“, doch die am 14. Juli 1979 durch einen schweren Autounfall erlittenen Verletzungen zwangen Maier zum Karriereende. Junghans wurde zur Saison 1979/80 Stammtorwart und am Ende dieser Deutscher Meister.
Sein Bundesliga-Debüt gab er am 11. August 1979 (1. Spieltag) beim 3:1-Sieg im Heimspiel gegen den Neuling Bayer 04 Leverkusen. Sein erstes Tor musste er in der 62. Minute durch einen von Dietmar Demuth verwandelten Strafstoß hinnehmen. Am 24. April 1982 (29. Spieltag) stand Junghans zum 67. und letzten Mal im Münchener Tor bei dem vorentscheidenden Spiel um die deutsche Meisterschaft, das der Hamburger SV nach 1:3-Rückstand noch mit 4:3 gewann. Mit der Verpflichtung des belgischen Torhüters Jean-Marie Pfaff kam Junghans nicht mehr zum Einsatz und wechselte in der laufenden Saison zum FC Schalke 04, für den er erstmals am 5. November 1982 (12. Spieltag) beim 2:0-Sieg im Heimspiel erneut gegen Bayer 04 Leverkusen im Tor stand. Nach der Saison 1982/83 musste Junghans mit Schalke in die 2. Bundesliga absteigen. 1984 gelang der Aufstieg zurück in die höchste Spielklasse, in der er bis 1987 für die „Königsblauen“ spielte.
Es folgte der Wechsel zum Oberligisten Hertha BSC. Mit den Berlinern stieg Junghans 1988 nach erfolgreicher Aufstiegsrunde in die 2. Bundesliga auf, bestritt in den folgenden zwei Jahren alle Zweitligaspiele und feierte 1990 die Rückkehr in die Bundesliga. Nach einer schwachen Saison stieg Hertha BSC als Letzter, mit 84 Gegentoren, wieder ab. Nach zwei erfolglosen Wiederaufstiegsversuchen wurde Junghans Ende Dezember 1993 zusammen mit Theo Gries und Uli Bayerschmidt vom Trainings- und Spielbetrieb suspendiert. Zu diesem Zeitpunkt steckte Hertha sportlich wie finanziell im Abstiegskampf. Ein kurzfristiger Wechsel zu Bayer 04 Leverkusen zur Bundesliga-Rückrunde 1993/94 verlief für Junghans ohne Spielpraxis, sodass er weiter zum SC Fortuna Köln wechselte, für den er von 1994 bis 1996 30-mal im Tor stand, ehe er dort Torwart-Trainer wurde.
Insgesamt bestritt Junghans:
- 205 Erstligaspiele (67 für Bayern, 110 für Schalke, 28 für Hertha BSC)
- 211 Zweitligaspiele (38 für Schalke, 143 für Hertha BSC, 30 für Fortuna Köln)
- 21 Drittligaspiele in der Amateur-Oberliga Berlin (alle für Hertha BSC)
- 18 DFB-Pokal-Spiele (4 für Bayern, 4 für Schalke, 8 für Hertha BSC, 2 für Fortuna Köln)
- 17 Europapokal-Spiele (für Bayern)
- 2 Relegationsspiele (für Schalke, gegen Bayer 05 Uerdingen mit 1:3 und 1:1 um den Verbleib/Abstieg in/aus der Bundesliga)
- 7 Spiele in der Aufstiegsrunde zur 2. Bundesliga (alle für Hertha BSC)

### Nationalmannschaft
Nach 18 Einsätzen in der U-18-Nationalmannschaft (Debüt am 28. September 1976 in Nybro beim 2:2-Unentschieden gegen die Auswahl Schwedens) folgte 1979 die Berufung in die B-Nationalmannschaft, für die er am 16. Oktober in Koblenz beim 9:0-Sieg gegen die A-Nationalmannschaft von Luxemburg – für Toni Schumacher eingewechselt – sein Debüt gab. Es folgten Spiele gegen die Auswahlen Italiens (2:1; am 19. Dezember 1979 in Genua), Österreichs (3:0; am 1. April 1980 in Bayreuth), Polens (2:1; am 14. Mai 1980 in Kassel), Portugals (2:0; am 28. April 1981 in Coimbra) und gegen die A-Auswahl Irlands (3:0; am 21. Mai 1981 in Bremen).
Er gehörte 1980 als zweiter Mann hinter „Toni“ Schumacher und vor Eike Immel dem Kader der A-Nationalmannschaft an, der in Italien Fußball-Europameister wurde, kam allerdings in seiner gesamten Karriere zu keinem A-Länderspiel. Junghans spielte zweimal für die Olympia-Auswahlmannschaft: Am 20. November 1983 in Tel Aviv, beim 1:0-Sieg im Qualifikationsspiel gegen die Auswahl Israels, und am 17. Juli 1984 in Koblenz, als die Auswahl Chinas mit 6:2 besiegt wurde. Ferner nahm er als zweiter Torwart auch am olympischen Fußballturnier 1984 in Los Angeles teil.
Obwohl er als 2. Torwart für die Europameisterschaft 1980 nominiert war, kam er bei den Spielen nicht zum Einsatz. Gleichwohl wurde er von Bundespräsident Carstens mit der gesamten Mannschaft mit dem Silbernen Lorbeerblatt ausgezeichnet.

## Karriere als Trainer
1996/97 wurde er Torwarttrainer beim SC Fortuna Köln, den er in den letzten fünf Saisonspielen als Interimstrainer vor dem Abstieg bewahrte. Den Posten des Torwart-/Co-Trainers hatte er seither auch beim 1. FC Köln (1998 bis 1999), bei Benfica Lissabon (1999 bis 2001) und bei Athletic Bilbao (2001 bis 2005) inne.
In der Saison 2006/07 kehrte Junghans nach 15-jähriger Bundesliga-Abstinenz als Co-Trainer von Jupp Heynckes bei Borussia Mönchengladbach in die erste deutsche Spielklasse zurück, wurde aber wenige Tage nach Heynckes’ Rücktritt am 5. Februar 2007 freigestellt.
In der Spielzeit 2007/08 kehrte Walter Junghans auf Geheiß von Manager Uli Hoeneß nach 25 Jahren an seine alte Wirkungsstätte zurück und wurde von Sepp Maier bei Bayern München als Nachfolger eingearbeitet. Sepp Maier trat dort 2008 als Torwarttrainer zurück. Jürgen Klinsmann gab im Frühjahr 2008 bekannt, dass Walter Junghans ab der Saison 2008/09 alleiniger Torwarttrainer in seinem neuen Trainerstab sein werde. Im Sommer 2010 wurde der Niederländer Frans Hoek Torwarttrainer des FC Bayern München, Junghans betreut seitdem die Torhüter der zweiten Mannschaft des Vereins. Nach dem Ausscheiden Hoeks im Zuge der Beurlaubung von Louis van Gaal am 10. April 2011 übernahm Junghans vorübergehend wieder das Torwarttraining bei der Profimannschaft. Mit der Verpflichtung von Toni Tapalović als Torwarttrainer ab der Saison 2011/12 kehrte Junghans in den Nachwuchsbereich zurück und ist dort seitdem (wieder) für die zweite Mannschaft und zusätzlich für die A-Junioren verantwortlich.
In seiner Trainerlaufbahn arbeitete Junghans neben Heynckes und Hitzfeld auch mit Bernd Schuster und kurzzeitig mit José Mourinho zusammen.

## Erfolge
- Europameister 1980
- Deutscher Meister 1980, 1981
- DFB-Pokal-Sieger 1982

## Sonstiges
Walter Junghans ist seit 2007 auch im Team der „Bayern All-Stars“ als Torwart aktiv, einer vom Ex-Kollegen und späterem Bayern-Chefscout Wolfgang Dremmler trainierten Auswahl ehemaliger, berühmter Fußballer von Bayern München.